# Brandweer Zone Antwerpen
Brandweer Zone Antwerpen (hulpverleningszone Antwerpen 1) is een van de 35 Belgische en een van de vijf Antwerpse hulpverleningszones. De zone ging officieel van start op 1 januari 2015 en verzorgt de brandweerzorg voor de stad Antwerpen en de gemeente Wijnegem. 

## Historiek
Naar aanleiding van de gasexplosie te Gellingen op 30 juli 2004 werd door de Belgische overheid gestart met het hervormen van de brandweer. Bij deze hervorming gingen de gemeentelijke brandweerkorpsen op in nieuwe structuren: de hulpverleningszones. Op 1 januari 2015 ontstonden de meeste nieuwe hulpverleningszones. Brandweer Zone Antwerpen is een van deze hulpverleningszones.
Tot 1 januari 2017 beschikte de brandweerzone ook over drie ambulances ingeschakeld in de Dringende Geneeskundige Hulpverlening. Om besparingsredenen werd de ambulancehulpverlening echter overgedragen aan externe bedrijven. Door de verandering zouden op termijn 32 jobs verdwijnen bij de brandweer via natuurlijke uitstroom; er zouden geen naakte ontslagen vallen. De directeur operaties van de zone stelde dat de brandweer een tiental jaar geleden begonnen was met de ambulances om een tekort in de hulpverlening op te vangen, maar dat deze problemen anno 2017 van de baan waren.
Vanaf 2025 wijzigt de zone. Borsbeek wordt een district van Antwerpen en wordt zo deel van de brandweerzone Antwerpen, terwijl Zwijndrecht fuseert met Beveren en Kruibeke en deel wordt van de hulpverleningszone Waasland.

## Beschermingsgebied
Het beschermingsgebied van Brandweer Zone Antwerpen omvat twee gemeenten die gezamenlijk een oppervlakte van ongeveer 216 km² en een bevolking van ongeveer 550.000 inwoners vertegenwoordigen. De zone maakt ook deel uit van de Europese zogenaamde  Maritime Incident Response Group (MIRG) die actief is aan boord van schepen bij brand, chemische incidenten of personen in nood in het Kanaal, de Noordzee en op de Schelde. Het beschermingsgebied van Brandweer Zone Antwerpen is ingedeeld in: 
- Het stedelijk gebied (de negen Antwerpse districten, Zwijndrecht en Wijnegem);
- Het Antwerpse havengebied;
- Waterwegen, spoorwegen, autosnelwegen, tunnels en het luchtverkeer van de luchthaven Deurne.

Onderstaande lijst geeft een overzicht van de 2 gemeenten, hun oppervlakte en hun bevolkingsaantal op 1 januari 2025: 
| Gemeente  | Bevolkingsaantal (01/01/2024) | Oppervlakte (in km²) |
| --------- | ----------------------------- | -------------------- |
| Antwerpen | 556.138                       | 208,22               |
| Wijnegem  | 10.580                        | 7,86                 |
| TOTAAL    | 566.718                       | 216,08               |

## Interventies
Brandweer Zone Antwerpen voert jaarlijks zo'n 13.000 interventies (gemiddeld 35 per dag) uit. 
De brandweeracties zijn erg divers: het kan gaan om brandbestrijding, tussenkomsten op het water, opruimen van gevaarlijke stoffen, redden van personen, bijstand bij ambulancepersoneel, bevrijden van personen uit een lift, enzovoort. Slechts een klein deel van de interventies betreft effectief brand. Er zijn ongeveer zes uitrukken per dag voor kleine en grote branden.

## Brandweerposten

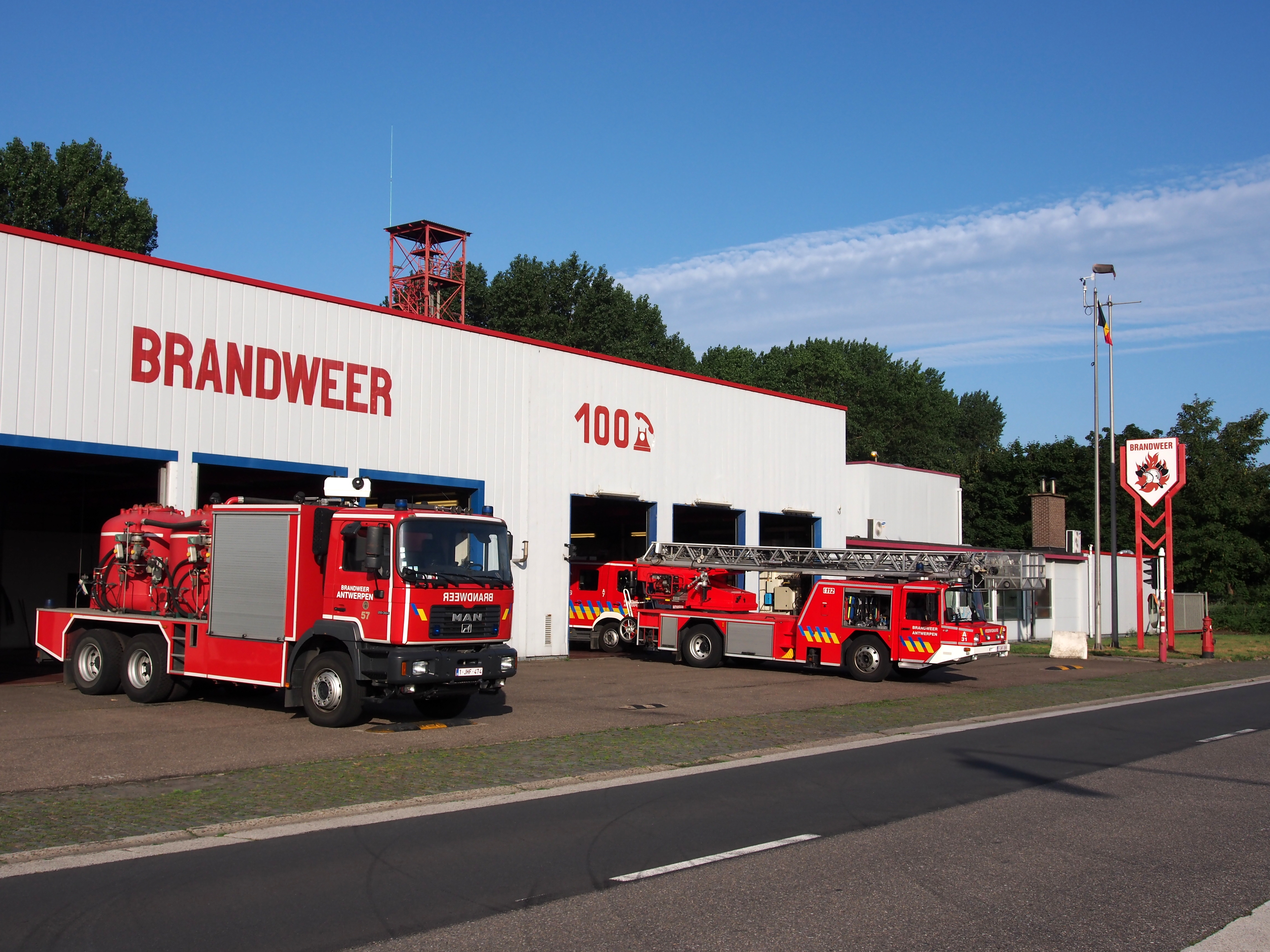
Post Lillo (2015)

Brandweer Zone Antwerpen beschikt anno 2020 over acht posten van waaruit voertuigen vertrekken.
- Post Noord (PN): hoofdpost (Noorderlaan)
- Post Centrum (PC): post in de oude stad (St.Jacobsmarkt)
- Post Zuid (PZ): post in de wijk het Zuid (Paleisstraat)
- Post Linkeroever (PLO): post in Linkeroever, die zowel voor stedelijke als industriële interventies uitrukt (Halewijnlaan)
- Post Deurne (PD): post in Deurne (Waterbaan), van waaruit het RED-team vertrekt
- Post Lillo (PLI): post die voornamelijk voor industriële interventies uitrukt (Scheldelaan)
- Post Berendrecht (PB): post op de rand van de haven en de noordelijke districten Berendrecht en Zandvliet (Kruisweg)
- Post Wilrijk (PW): Post in Wilrijk (Jules Moretuslei)

## Voertuigen
Brandweer Zone Antwerpen beschikt over meer dan 140 interventievoertuigen. 

### Basisvoertuigen
Op elke brandweerpost is, tenzij er een interventie gaande is, minimaal een autopomp en een ladderwagen of hoogtewerker aanwezig.

### Gespecialiseerde voertuigen
De brandweer beschikt ook over meer gespecialiseerde voertuigen:
- Watertankwagens (ter plaatse brengen van bluswater)
- RED-wagen (voor reddingen in diepte/op hoogte)
- Duikwagen (duikersuitrusting en boot voor oppervlaktereddingen)
- IGS-wagens (materieel voor inzet met gevaarlijke stoffen)
- Commandowagens (officier van dienst)!!
- CP-OPS-bus (communicatie- en vergaderruimte bij grotere incidenten)
- Adembeschermingswagen (extra ademlucht voor brandweerpersoneel)
- Schuimautopompen (snelle inzet met blusschuim)
- Poederwagens (snelle inzet met bluspoeder)
- Vrachtwagens (vervoer van bijzonder materieel uit magazijn)
- Personenvoertuigen
- Personenbusjes

### Containers
Zeer specifieke belading wordt op containers geplaatst. Deze kunnen met verschillende haakarmvoertuigen ter plaatse worden gebracht.
- RIB
- Groot debiet dompelpompen
- Extra blusschuim
- Blusmonitoren
- Brandweerslangen
- Extra materiaal voor gevorderde chemie-inzet
- Materieel voor milieu-interventies
- Tractor met borstel, schop en strooibak
- Lege containers
- Specifiek materiaal voor complexe of grootschalige technische opdrachten
- Stroomvoorziening en pompen voor wateroverlast
- Materiaal voor langdurige duik-inzet
- Ademluchtcompressor en reserve ademlucht

Bij grote calamiteiten in de haven kan Brandweer Zone Antwerpen een beroep doen op de sleepboten van het stedelijk havenbedrijf. Deze sleepboten zijn uitgerust met krachtige bluspompen en bluskanonnen. Ze hebben eveneens een voorraad blusschuim aan boord.
Bij grote incidenten kan extra of specifiek materieel uit naburige brandweerzones snel ingezet worden kan dankzij vlotte samenwerkingsverbanden.

### Galerij

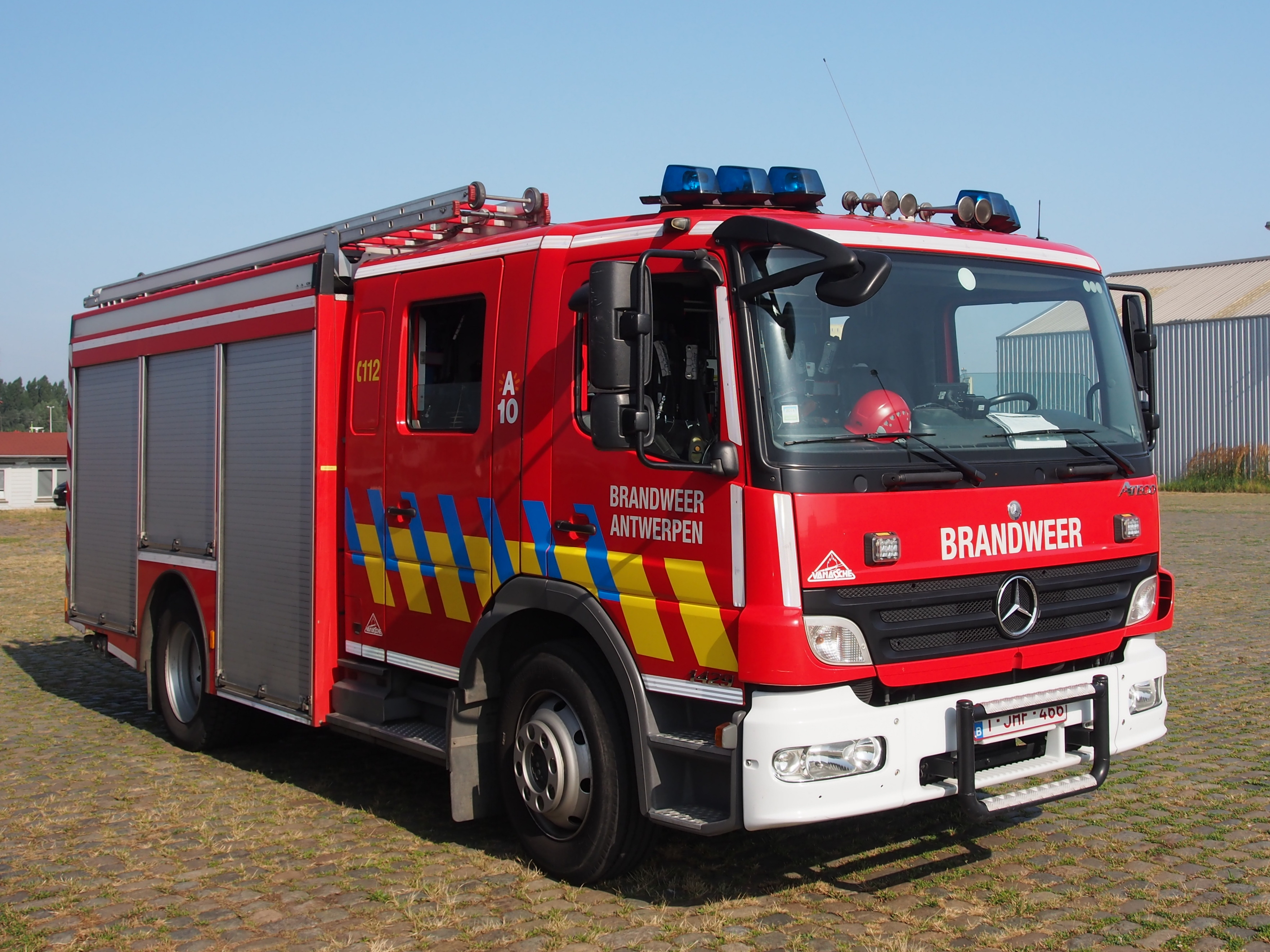
Autopomp (2015)
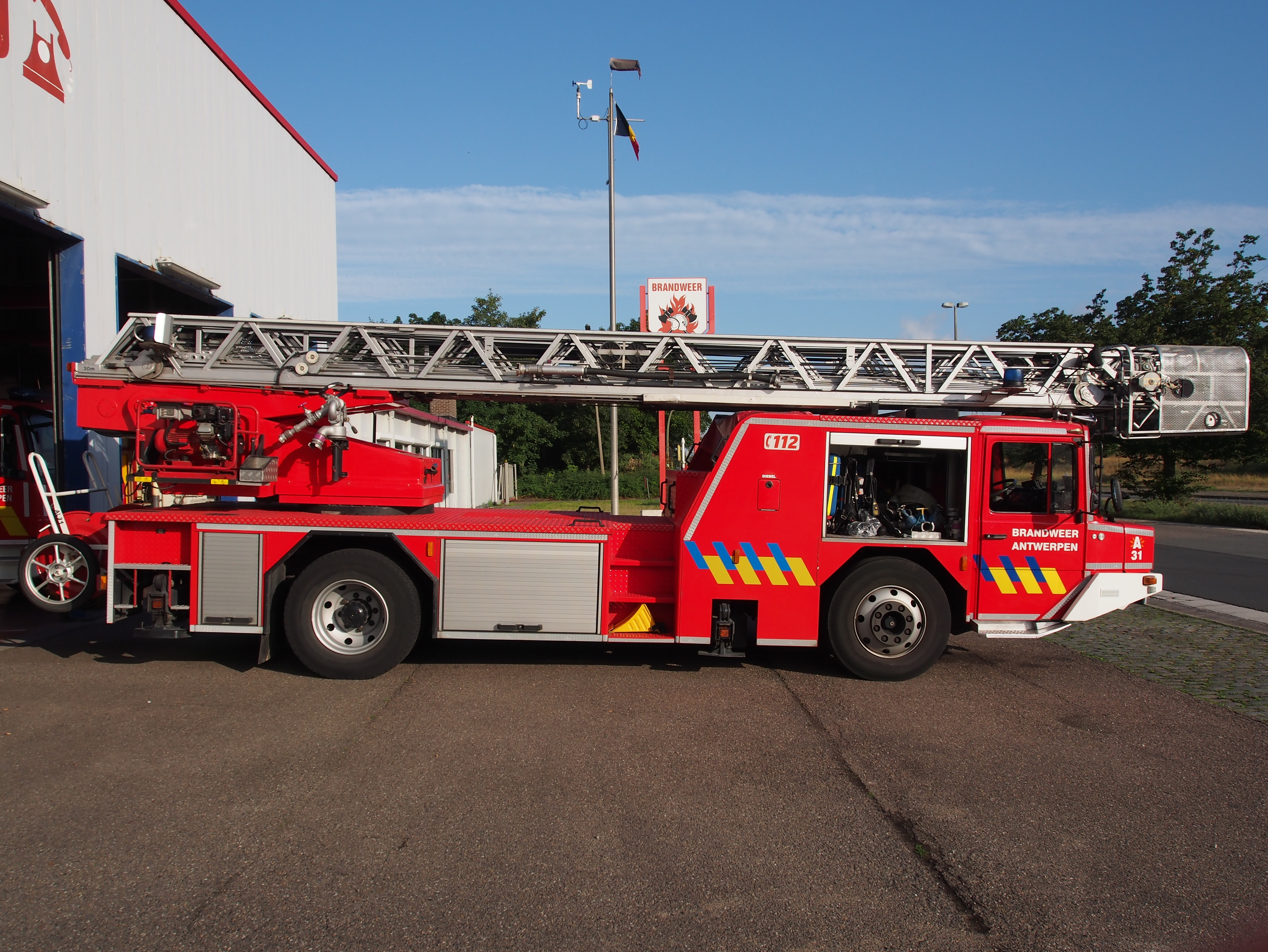
Ladderwagen (2015)
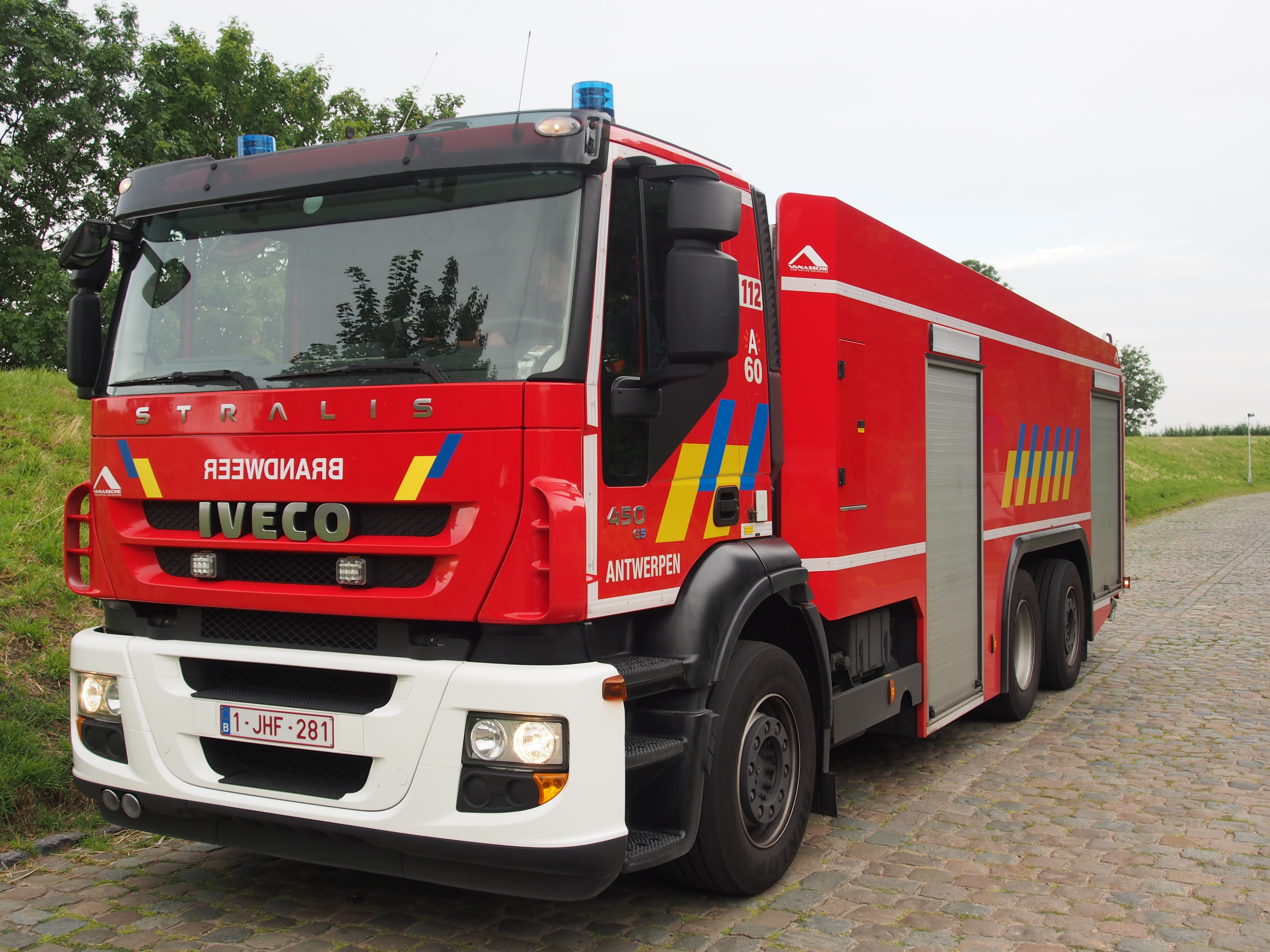
Tankwagen (2015)
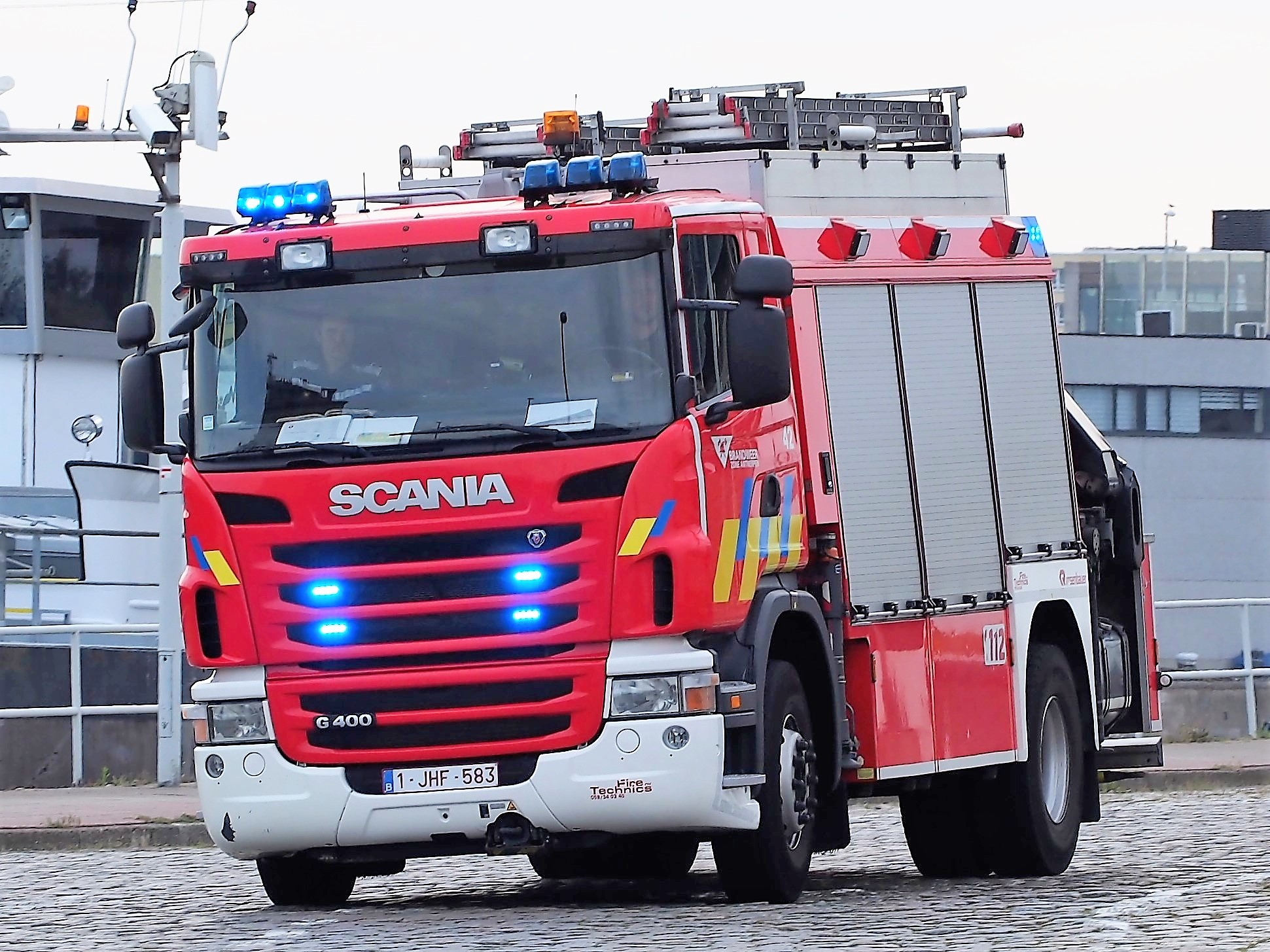
Materiaalwagen (2017)
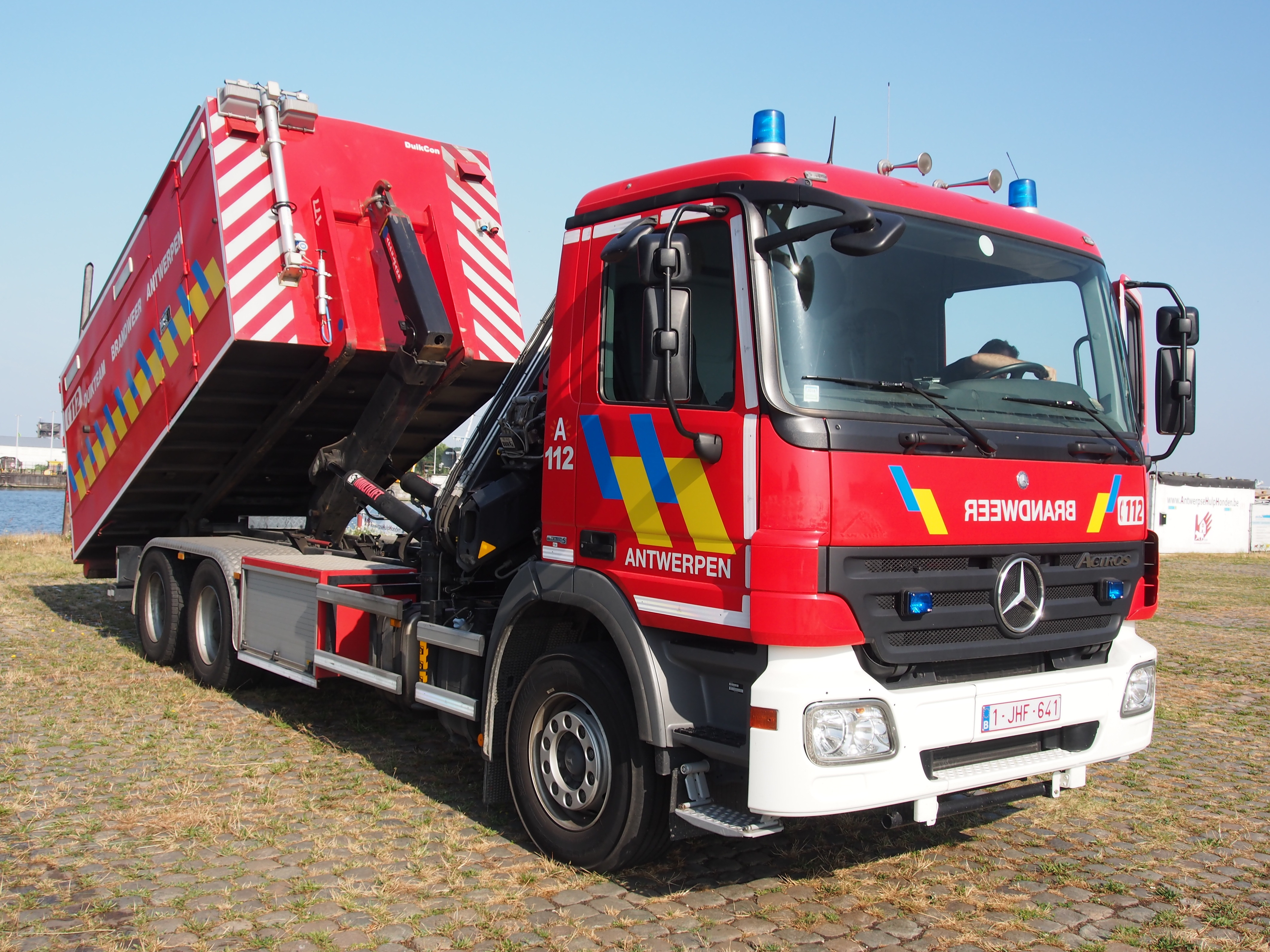
Containerwagen met duikerscontainer (2015)
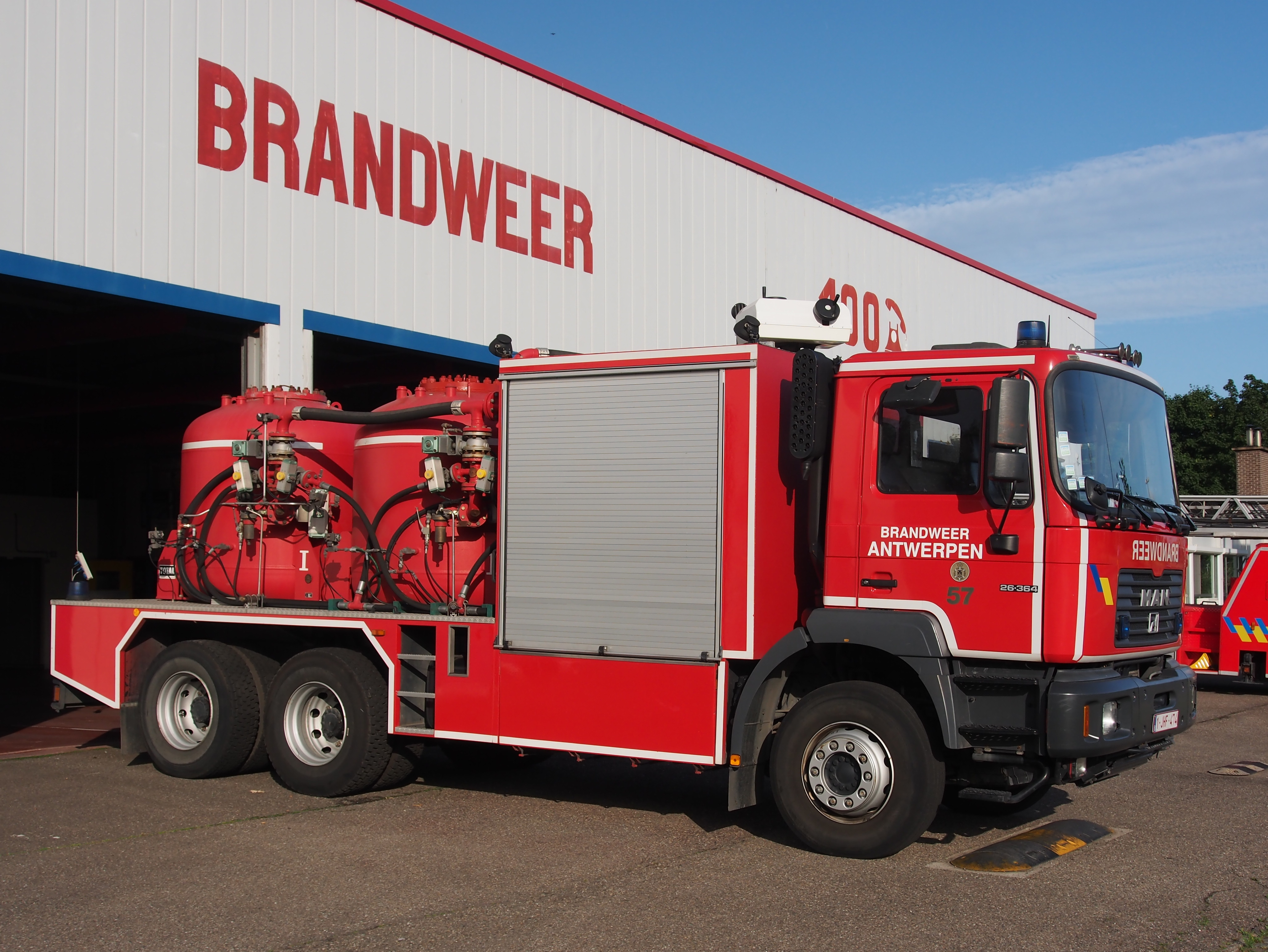
Poederwagen (2015)
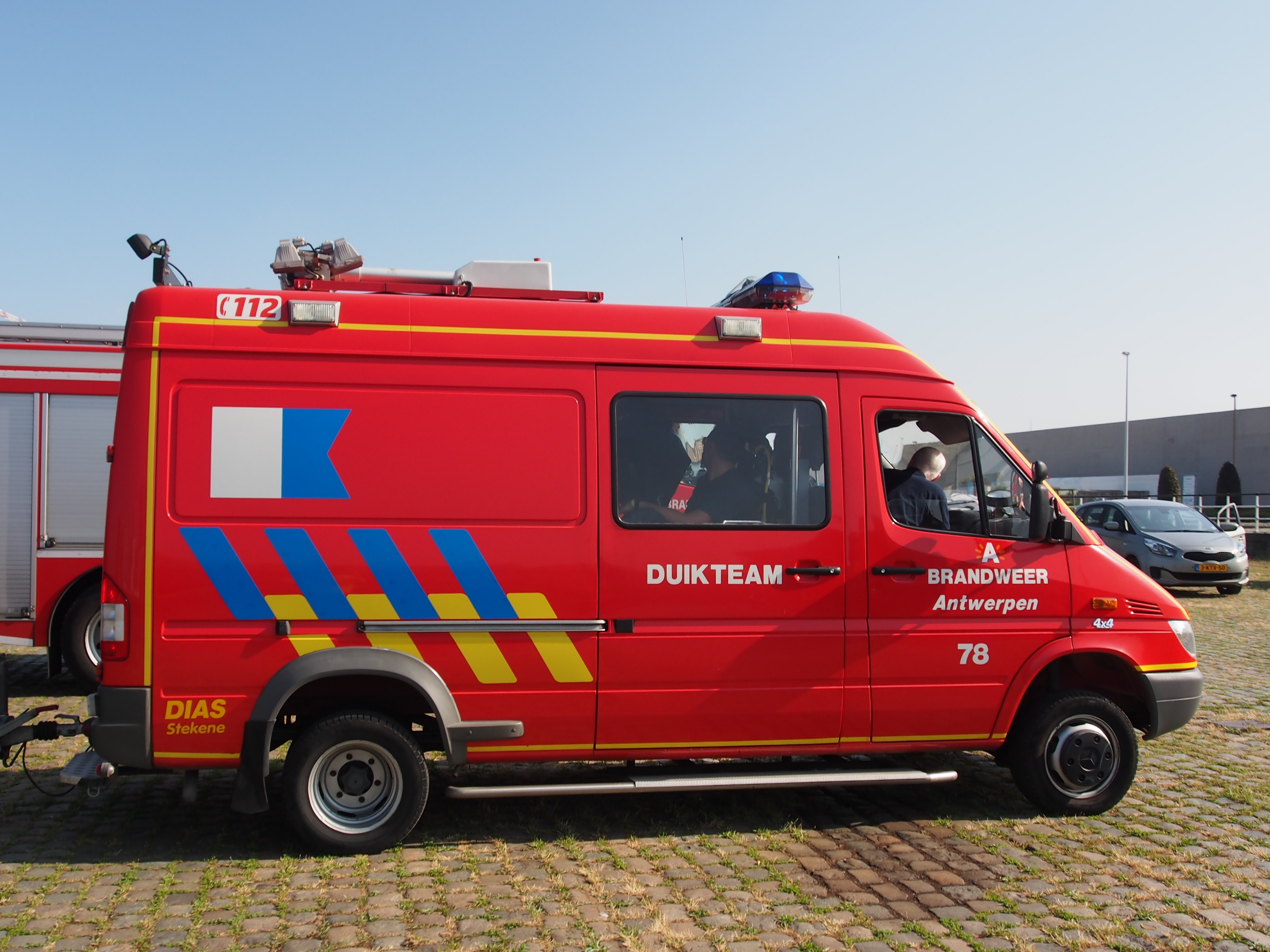
Duikerswagen (2015)
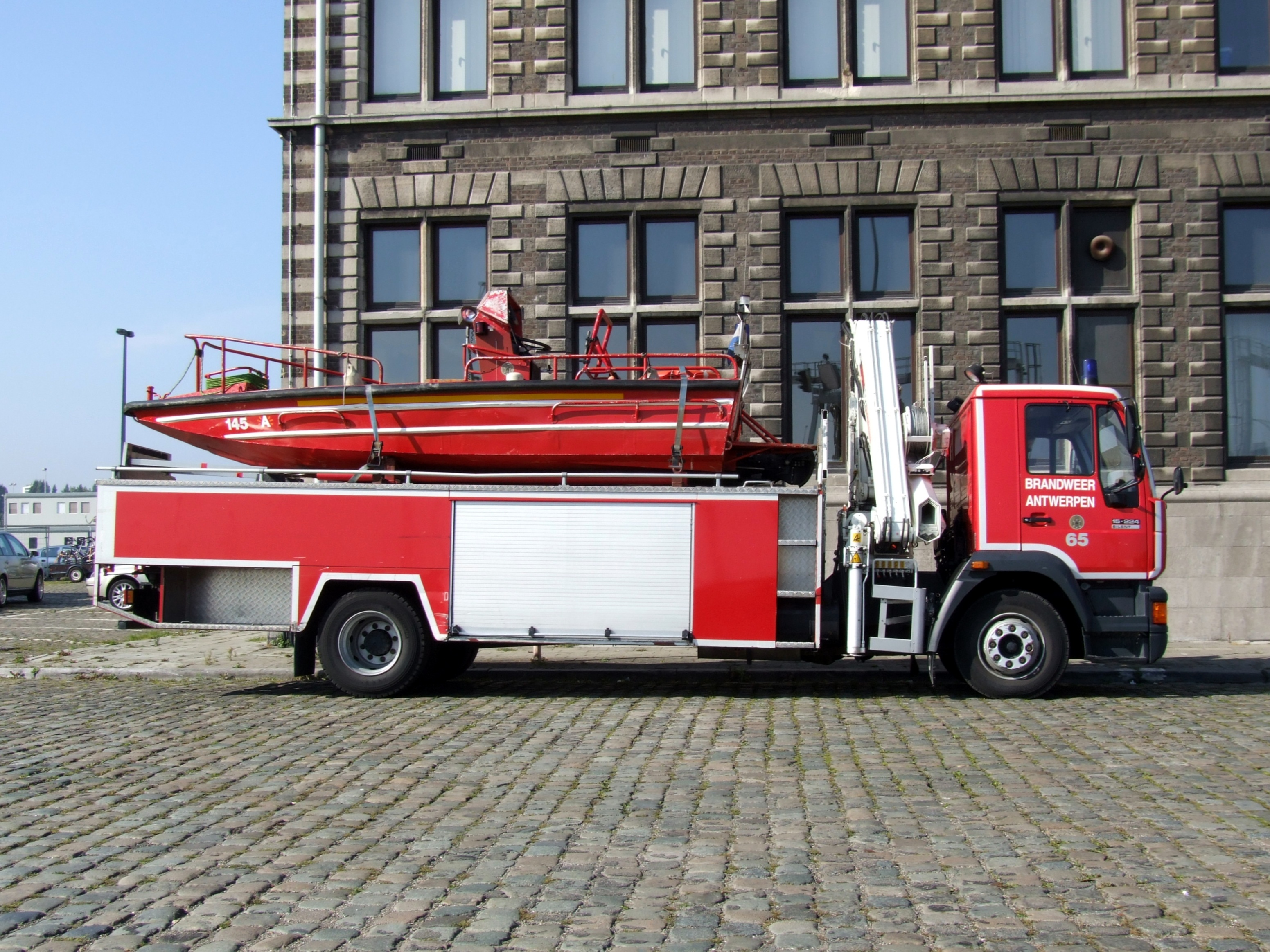
Brandweerboot (2005)

## Personeel
Brandweer Zone Antwerpen beschikt in 2019 over 685 personeelsleden in de uitvoerende dienst. Het zijn enkel beroepskrachten. Zij werken in een 4-ploegensysteem.
Het operationeel personeel bestaat uit:
- 26 vte hoger kader
- 61 vte middenkader
- 582 vte basiskader

Iedereen wordt geschoold als brandweerman en heeft daarnaast minstens een specialisatie, zoals duiker, ambulancier of dispatcher.
In de ondersteunende dienst werken ongeveer 80 medewerkers. Deze zorgen bijvoorbeeld voor de interne en externe communicatie, de organisatie van opleidingen en de aankoop van materialen. 

## Belangrijke incidenten
- 1967 - Bayer: explosie cyclohexaan
- 1975 - Union Carbide: explosie polyethyleen
- 1987 - BP Chemicals: explosie ethyleenoxide
- 1989 - BASF: explosie ethyleenoxide
- 1990 - Mariaburg: tank dimethylether
- 1994 - Switel-hotel: brand
- 1995 - FINA: brand in een raffinaderij
- 2001 - City of Haifa: lekkende containers in een scheepsruim
- 2001 - Star Ikebana: kustmestbrand
- 2002 - Silver Ray: brand van een boot met lading auto’s
- 2003 - Atheneum Antwerpen: brand van een school
- 2004 - Broom: tankerongeval met een lek
- 2004 - Boomsesteenweg: brand van een winkelcentrum
- 2006 - Kerkstraat: Magazijnbrand in de stad
- 2007 - Carnotstraat: Brand in een winkelpand
- 2013 - Scheldelaan: grondverzakking met beschadiging van pijpleidingen
- 2016 - Indaver: Explosie van Chemische container
- 2016 - Silver Sky: brand van een boot met lading auto's
- 2018 - Paardenmarkt: explosie ten gevolge van een gaslek
- 2022 - Prinsstraat: brand stadscampus Universiteit Antwerpen

## Trivia
- Bij Brandweer Zone Antwerpen werd in 2017 een seizoen van Helden van Hier opgenomen onder de naam Helden van Hier: Brandweer Antwerpen. Het seizoen werd in het voorjaar van 2018 uitgezonden op televisiezender VTM.